# 聖金口イオアン聖体礼儀 (チャイコフスキー)
聖金口イオアン聖体礼儀 作品番号41（せいきんこういおあんせいたいれいぎ、教会スラヴ語: Литургия святого Иоанна Златоуста、教会スラヴ語ラテン翻字: Liturgiya svyatogo Ioanna Zlatousta）は、ピョートル・チャイコフスキーが1878年に作曲した15曲の聖歌である。全曲がア・カペラの混声四部合唱であり、歌詞は教会スラヴ語で書かれている。
ロシア正教会の教会で日曜日や祝日に行われる聖金口イオアン聖体礼儀では、元々、種々の聖歌が使われていた。チャイコフスキーは、それらを土台として統合的に構成・作曲し、まとまりのある単体作品として仕上げた。
ロシア正教会、ウクライナ正教会、日本正教会など世界中の正教会の奉神礼で実際に一部の曲が用いられる事はあるものの、本作品の演奏の多くは演奏会においてである。
なお、「聖金口イオアン聖体礼儀」は「聖ヨハネ・クリュソストモスの典礼」や「聖ヨハネス・クリソストムスの典礼」と和訳されていることがあるが、日本の正教会の用語としては誤りである。

## 作曲の経緯

### 19世紀ロシアの教会音楽
18世紀にピョートル大帝がモスクワ総主教を廃して聖務会院を設置して以降の期間は、ロシア正教の奉神礼にとっては儀式の形骸化が進んだ「退廃の時代」という評価がある。それに伴う教会音楽も同様で、合唱コンチェルトの大家であるボルトニャンスキーがサンクトペテルブルク帝室カペーラの音楽監督だった1816年から、帝室カペーラの許可無く新たな正教会聖歌を歌うことは禁じらた。これにより、教会に古くから伝わっていた伝統的な旋律は排除され、帝室カペーラが認める単純な和声合唱曲一辺倒になった。

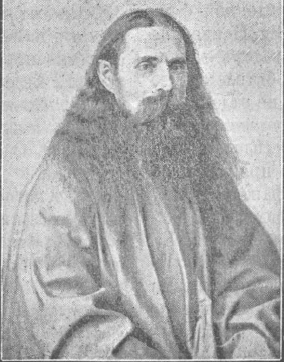
ラズモフスキー

同時代のロシア人たちもこの状況への問題意識があった。例えば、セローフはボルトニャンスキーの合唱曲を「イタリアの山彦」とこき下ろしている。ラローシは、デュファイやオケゲムらからモーツァルトやケルビーニらに至るまで、西方教会には教会に合った素晴らしい作曲者が多くいるのに、ロシア正教会には一人もいないとした上で、ロシア正教の聖歌はサルティやガルッピ（それぞれピョートル・トゥルチャニノフとボルトニャンスキーの師にあたるイタリア・オペラの作曲家）の物真似であってロシア正教会に合っておらず、「ボルトニャンスキーやトゥルチャニノフらの素人作品は正教会的でもなければ音楽的でもない」と評した。
ドミトリー・ラズモフスキーはズナメニ聖歌など、ロシアの古い聖歌を研究して西欧化している教会音楽の界隈に一石を投じ、後に『ロシアの教会歌唱』を著してその後の復古運動の切っ掛けになった。

### チャイコフスキーと教会音楽
1874年にチャイコフスキーはラズモフスキーの助力で「和声の手引き、ロシアの教会音楽学習に合わせて（露: Краткий учебник гармоний. Приспособленный к чтению духовно-музыкальных сочинений в Россий）」を執筆しており、当時主流だったボルトニャンスキーとリヴォフの聖歌を大量に引用して和声を解説している。

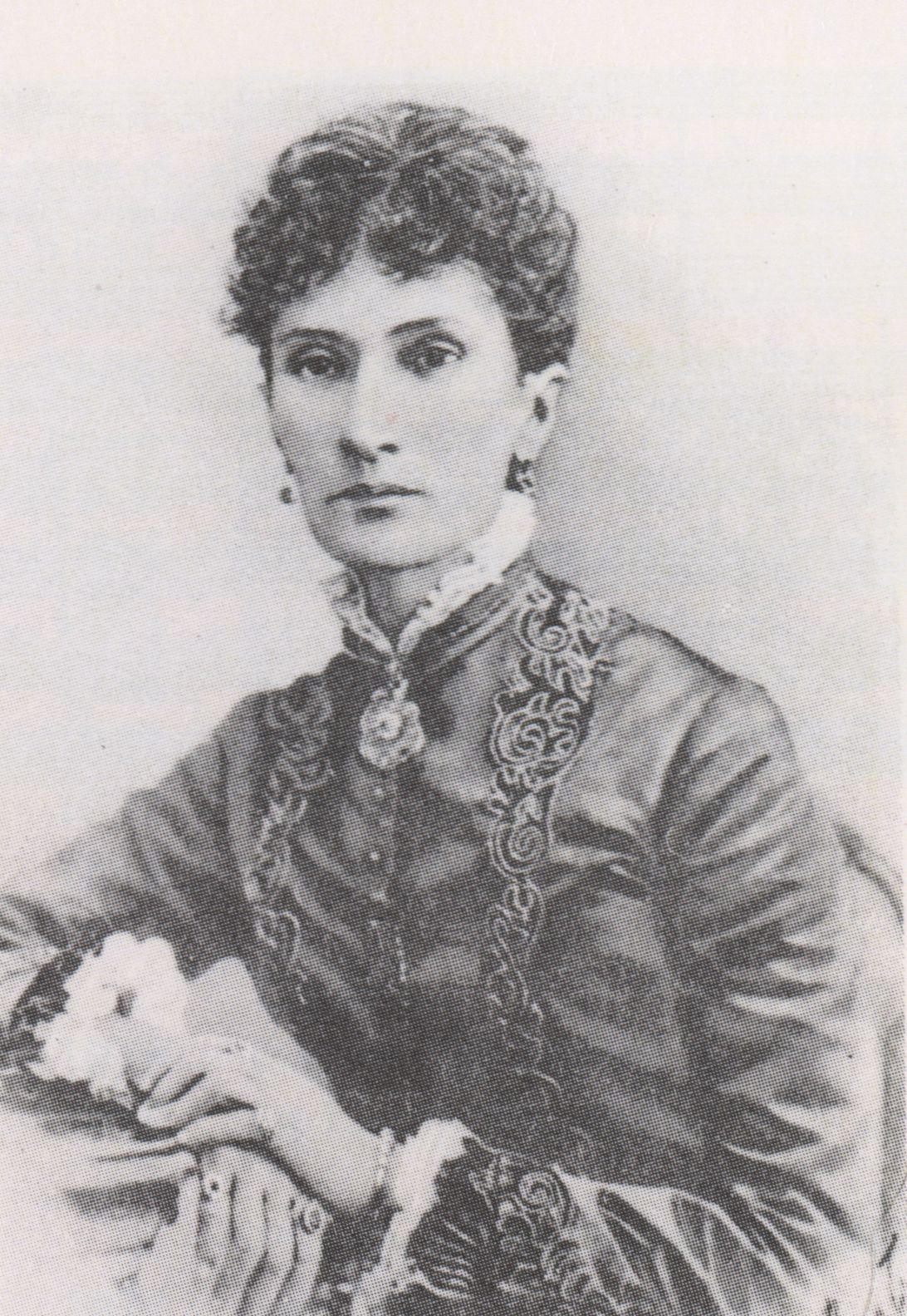
フォン・メック

チャイコフスキーは、奉神礼の聖金口イオアン聖体礼儀について、後援者のナジェジダ・フォン・メックへの手紙にこう書いている。
教会には多くの偉大なる詩的な美があります。私は奉神礼によく参祷しましたが、私の考えでは聖金口イオアン聖体礼儀は藝術の中でも最も偉大なものの一つです。かの奉神礼に加わる者は誰でも、精神を揺り動かされずにはいられないでしょう。—チャイコフスキー、フォン・メックへの手紙、
そして、当時使われていたベレゾフスキーやボルトニャンスキーの曲には不満があったことも書いている。
ボルトニャンスキーやベレゾフスキー等々にも良いところがあるのは認めますが、彼らの音楽はビザンティン建築とイコン、さらには正教会の儀式の全体的な構造とほとんど調和しません！—チャイコフスキー、フォン・メックへの手紙（1878年4月30日）、
フォン・メックへの手紙には、帝室カペーラの問題とその対応策についても書いている。
教会音楽の作曲を帝室カペーラが独占しているのを知っていますか？帝室カペーラの出版部門が印刷するもの以外は、いかなる曲であっても印刷したり教会で歌ったりすることはできません。帝室カペーラはこの独占を守ることに執着しており、聖なるテクストに対する新たな作曲が試みられることを決して許さないのです。私の楽譜を出版しているユルゲンソンは、このおかしな法律を掻い潜る方法を見つけました。もし私が教会に関する何かを書くならば、外国で出版するつもりです。ほぼ確実に、私は聖金口イオアン聖体礼儀の全曲を作ると決心するでしょう。—チャイコフスキー、フォン・メックへの手紙（1878年4月30日）、
楽譜出版社のユルゲンソンを営むピョートル・ユルゲンソンは、これまでの経験から新曲の出版が困難であると分かっていた。この「外国での出版」とは、婉曲的に作曲自粛を促す忠告だったと考えられるが、チャイコフスキーは諦めなかった。

### ウクライナ旅行での執筆
| カミャンカのダヴィドフ邸とブライリフのフォン・メック邸は、今日では両方とも博物館になっている。 *プーシキン・チャイコフスキー博物館（ウクライナ語版） *チャイコフスキーとフォン・メック博物館（ウクライナ語版） |  | カミャンカのダヴィドフ邸とブライリフのフォン・メック邸は、今日では両方とも博物館になっている。 *プーシキン・チャイコフスキー博物館（ウクライナ語版） *チャイコフスキーとフォン・メック博物館（ウクライナ語版） |
| カミャンカのダヴィドフ邸とブライリフのフォン・メック邸は、今日では両方とも博物館になっている。 - プーシキン・チャイコフスキー博物館 - チャイコフスキーとフォン・メック博物館                                   |  | |

チャイコフスキーは、エフゲニー・オネーギンと交響曲第4番を完成させてすぐ、1878年の5月から7月という僅か3ヶ月で、聖金口イオアン聖体礼儀を完成させた。
チャイコフスキーは毎年夏にはカミャンカに住む妹のアレクサンドラ・ダヴィドワを訪ねており、この作品を書き始めた場所もカミャンカだった。途中から、ブライリフにあるフォン・メックの別邸へと移り、そこで完成させた。この期間のチャイコフスキーは、他にもなつかしい土地の思い出と6つの歌Op.38 (チャイコフスキー)を作曲している。
1878年6月8日のフォン・メックへの手紙には、この時点で聖金口イオアン聖体礼儀の作曲は終わっていることと、これから整理するのに1ヶ月半はかかる見込みであると書いる。そして、ユルゲンソンへの1878年8月10日の手紙には既に原稿を送付したと書いている。

### 出版訴訟事件
| ユルゲンソン（左）の音楽店の一角にロシア音楽協会の拠点があり、スターソフ（右）はアマチュアながら協会幹部だった。 |  | ユルゲンソン（左）の音楽店の一角にロシア音楽協会の拠点があり、スターソフ（右）はアマチュアながら協会幹部だった。 |
| ユルゲンソン（左）の音楽店の一角にロシア音楽協会の拠点があり、スターソフ（右）はアマチュアながら協会幹部だった。 |  | |

| バフメチェフ（左）とアンブロシー（右） |  | バフメチェフ（左）とアンブロシー（右） |
| バフメチェフ（左）とアンブロシー（右） |  |                                        |

前述の通り、聖歌に関する権限はサンクトペテルブルクの帝室カペーラに委ねられていたが、他方で、出版物全般を検閲する権限は聖務会院が持っていた。そこで、チャイコフスキーの楽譜出版を一手に引き受けていたユルゲンソンは、あえてこの曲の認可を帝室カペーラから得ようとはせず、楽譜をロシア正教会のモスクワ事務所に送って検閲を通した上で出版した。
1879年に楽譜が出回り始めると、これに気付いた帝室カペーラの音楽監督ニコライ・バフメチェフは無許可販売を理由に出版差し止めを命じ、店舗と購入者から楽譜を没収した。
さらに、バフメチェフは「もし事前に審査していたとしても、これらの聖歌はオペラ形式風に作られており、正教会の信仰における真の魂を反映していないという見地から却下していたであろう」と表明した。そもそも帝室カペーラの選曲が60年前からイタリア・オペラ風であることへの反発が作曲の動機となっていたことを考えると、皮肉な話である。
ここに至ってユルゲンソンは司法界の大物でロシア音楽協会のドミトリー・スターソフを弁護士に立てて、バフメチェフらを訴えた。ユルゲンソン側は「世俗の演奏会のための出版物である」という主張で裁判を有利に進め、1880年に「帝室カペーラもモスクワの出版検閲委員会も音楽性を理由に出版を妨げてはならない」という判決になった。

### 法的勝利と宗教的敗北
なお、初演は訴訟の決着が着く前に、キーウの大学構内の教会で1879年6月に行われており、ユルゲンソン側が法廷で言った「世俗のコンサート」という主張は建前に過ぎなかった。その後も訴訟中の秘密裡にではあるが、モスクワでアマチュアの合唱団によって学校の教会の奉神礼として演奏されている。
また、訴訟後の1880年12月にはモスクワ音楽院で演奏され、好評を博した。ただし、この成功は批判者たちの注目を集めることにもなり、当時の臨時モスクワ府主教だったアンブロシーは、そもそも聖歌が演奏会で歌われること自体を問題視し、聖体礼儀にまつわる宗教的・伝統的な諸々が「チャイコフスキー氏の聖なるオペラのためのリブレット」に成り下がったと評した。

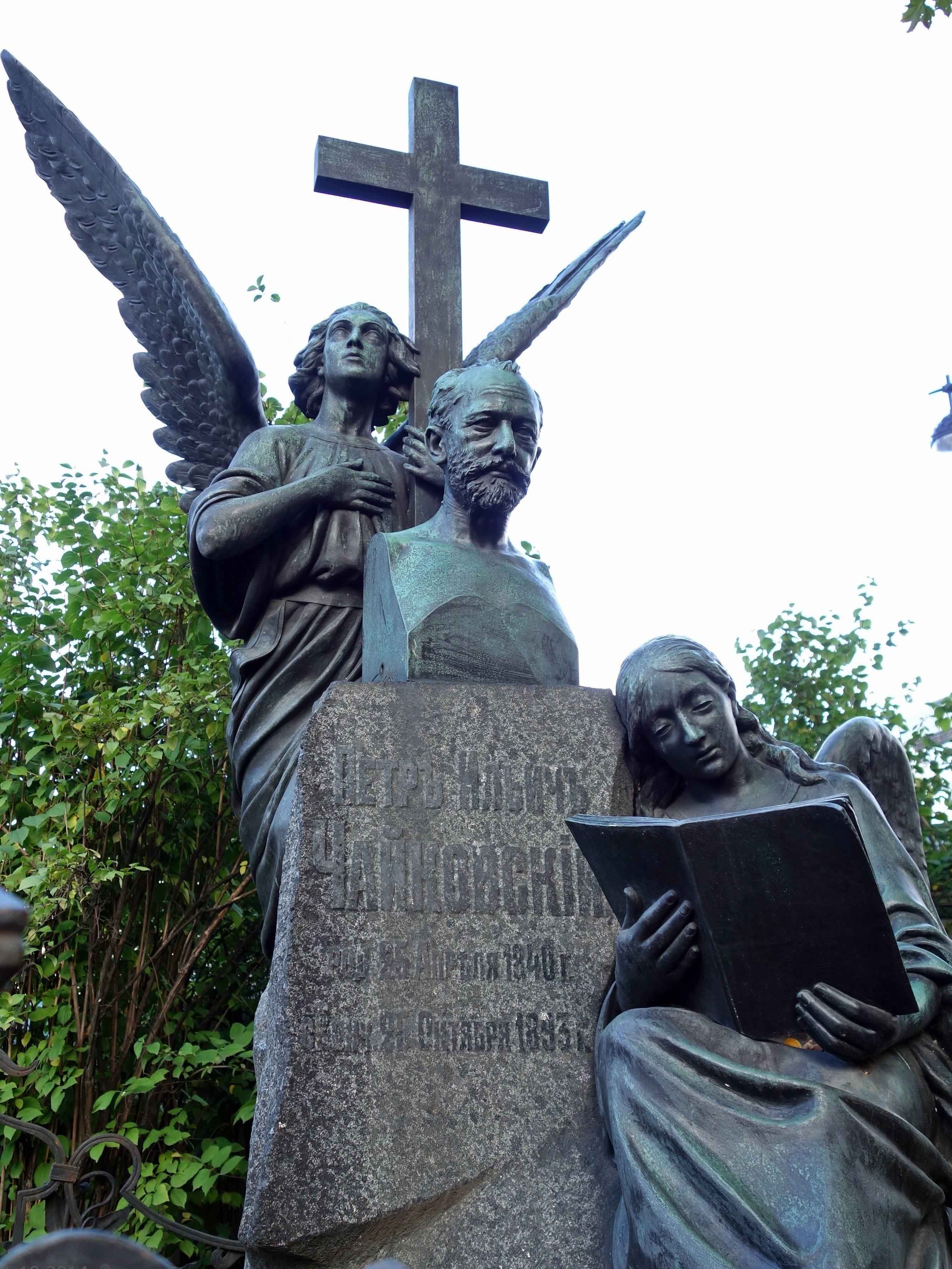
チャイコフスキーはアレクサンドル・ネフスキー大修道院のチフヴィン墓地に埋葬されている。

こうして、この作品は教会での演奏を禁じられた。この点について、チャイコフスキーはフォン・メックへの手紙で次のように書いている。
私の教会音楽を良くしようとする試みは迫害をもたらしました。私の聖体礼儀はまだ禁止されています。2ヶ月前のニコライ・ルビンシテインの追悼で、私の聖体礼儀を使うという話がありました。しかし、残念ながら、それを教会で聞くことはできませんでした。モスクワ司教区の当局が杓子定規に反対したからです。私は無力なので、野蛮で無分別な迫害には立ち向かえません。—チャイコフスキー、フォン・メックへの手紙（1881年）、
この「禁止」がチャイコフスキーが生きている間に解けることはなく、初めて正式にロシアの教会で演奏されたのは1893年のチャイコフスキー自身の埋葬式においてであった。それ以来、チャイコフスキーの作品は、モスクワの大昇天教会とサンクトペテルブルクのアレクサンドル・ネフスキー大修道院の大聖堂で毎年演奏されている。
他方で、コンサートの演目としては生前から成功しており、例えば、1891年のカーネギー・ホールのこけら落としでは、チャイコフスキー自身の指揮で本作品の天主経が演奏された。

## 構成と特徴
この作品は以下の15曲からなるア・カペラの混声合唱である。なお、この表のタイトルと歌詞はユルゲンソンの初版準拠で、ロシアの正書法改訂前の綴りである。
| №  | 楽譜上のタイトル                                                                      | 歌詞の出だし                                  | 備考 |
| -- | ------------------------------------------------------------------------------------- | --------------------------------------------- | --- |
| 1  | Послѣ возглашенія: „БЛАГОСЛОВЕННО ЦАРСТВО И ПРОЧ.” 「父と子と聖神の国は……」の後で     | Амин. Господи помилуй! Господи помилуй.       | 「主、憐れめよ（Господи помилуй）」を繰り返し、"Тебѣ Господи. Амин." で終わる。                                                     |
| 2  | ПОСЛѢ ПЕРВАГО АНТИФОНА 第1アンティフォンの後で                                        | Господи помилуй. Тебѣ Господи. Амин.          | 2拍子の前奏が終わると、3拍子の光栄讃詞 （"Слава Отцу и Сыну и Святому Духу..."）になる。                                            |
| 3  | ПОСЛѢ МАЛАГО ВХОДА 小聖入の後で                                                       | Пріидите, поклонимся, и припадемъ ко Христу.  | 「来れ、ハリストスの前に伏し拝まん……」に続いて聖三祝文（"Свя.тый Бо.же,..."）を繰り返す。                                           |
| 4  | ПОСЛѢ ЧТЕНІЯ АПОСТОЛА 使徒経誦読の後で                                                | Аллилуйя, Аллилуйя, Аллилуйя!                 | 「アリルイヤ（Аллилуйя）」を繰り返す 。終結部は「主や光栄は爾に帰す（Слава Тебѣ Господи, Слава Тебѣ. ）」で次の前奏と呼応している。 |
| 5  | ПОСЛѢ ЧТЕНІЯ ЕВАНГЕЛІЯ 福音経誦読の後で                                               | Слава Тебѣ Господи, Слава Тебѣ!               | |
| 6  | ХЕРУВИМСКАЯ ПѢСНЬ ヘルヴィムの歌                                                      | Иже херувимы тайно тайно образующе            | |
| 7  | ПОСЛѢ ХЕРУВИМСКОЙ ПѢСНИ ヘルヴィムの歌の後で                                          | Господи помилуй! Подай Господи! Тебѣ Господи! | |
| 8  | СИМВОЛЪ ВѢРЫ 信経                                                                     | Вѣрую во единаго Бога Отца,                   | 内容はニカイア・コンスタンティノポリス信条。                                                                                        |
| 9  | ПОСЛѢ CИМВОЛА ВѢРЫ 信経の後で                                                         | Милость мира, жертву хваленія.                | 安和の憐。 |
| 10 | Послѣ возглашенія: ТВОЯ ОТЪ ТВОИХЪ И ПРОЧ. 「爾の賜を、爾の諸僕より……」の後で         | Тебе поемъ, Тебе поемъ, Тебе благословимъ,    | 「主や、爾を崇め……」。 |
| 11 | Послѣ словъ: ИЗРЯДНО О ПРЕСВЯТЕЙ И ПРОЧ. 「殊に至聖至潔にして……」の後で               | Достойно есть, достойно есть яко воистинну    | 常に福にして。 |
| 12 | Послѣ возглашенія: И ДАЖДЬ НАМЪ ЕДИНѢМИ УСТЫ И ПРОЧ. 「並に我等に口を一にし……」の後で | Амин. И со духомъ твоимъ. Господи помилуй.    | |
| 13 | МОЛИТВА ГОСПОДНЯ 天主経                                                               | Отче нашъ, иже еси на небесѣхъ!               | |
| 14 | ПРИЧАСТНЫЙ СТИХЪ 領聖詞                                                               | Хвалите, хвалите Господа съ небесъ,           | 「天より主を讃め揚げよ……」。 |
| 15 | Послѣ возглашенія: СО СТРАХОМЪ БОЖІИМЪ И ПРОЧ. 「神を畏るる心と……」の後で             | Благословенъ грядый во имя Господне,          | 「主の名によつて来る者は崇め讃めらる……」。                                                                                          |

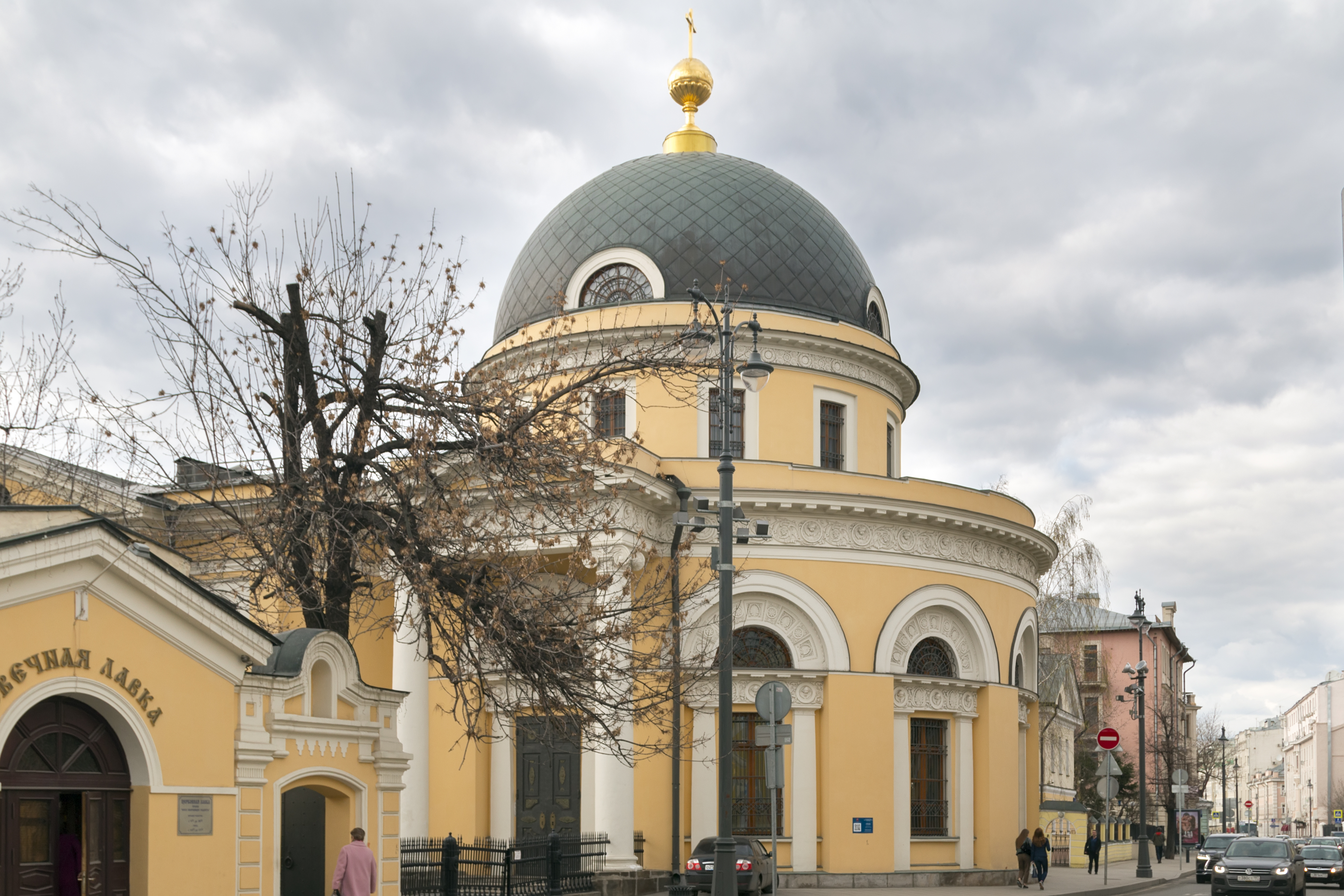
ソ連時代末期まで、チャイコフスキーの命日に悲しむ者たちの喜び生神女教会 (ボルシャヤ・オルディンカ)で演奏されるのが唯一の鑑賞機会だったため、その日は多くの人が集まった。

6番、8番、13番及び14番以外の11曲には、演奏会の演目や録音作品の目次で表記揺れがある。歌詞の冒頭がそのままタイトルになったり、あるいは、例えば、1番は「大連祷」、2番は「小連祷」と「第2アンテフォン」、4番は「ポロキメン」、……などとなっている。
この作品は、厳格な和声に縛られる一方で、装飾（color）や抑揚（expression）といった過剰な表現は意図的に避けられている。狭義のポリフォニーが使われている箇所（6番「ヘルヴィムの歌」と11番「常に福にして」）も少しだけある。
もともと、正教会の聖歌にはコールアンドレスポンス形式の歌（会衆唱）があったが、1870年代のロシアではほぼ失われていた。というのも、ボルトニャンスキーらの合唱コンチェルトは芸術的である反面、奉神礼の一般参加者には難しすぎたため、掛け合いは熟練の合唱団の団員同士で対位法的な旋律によって行われ、奉神礼の一般参加者は観客と化したからである。
一方、この作品ではほとんどの曲で4声が揃ってゆっくりと動くようになっており、合唱コンチェルトとは違ってソリストが活躍する場面もなく平易な構成である。そして、楽譜には全く書かれていないが、歌の最中に司祭や輔祭が適切な祈祷の文言を挟む前提で作られており、一般参加者は周りに合わせて楽譜通りに歌うだけで自然と掛け合いになって聖体礼儀の儀式が進行するようになっている。逆に言うと、楽譜に書かれているのは応答側の言葉だけなので、司祭と輔祭に相当する役割が不在の演奏会では、たとえ合唱団が楽譜通りに歌ってもコールアンドレスポンスにはならず、作者の意図した効果は得られない。そういう意味では演奏会向きの作品ではない。
また、例えば、1番では"Господи помилуй."という短いフレーズが13回繰り返されているが、それぞれの主旋律は互いに全て異なり、音量や音域にも差異がある。それでいて、例えば、主旋律の音程の推移を単語本来のピッチアクセントの動きに合わせるなどの、ロシア正教らしさと音楽的な美しさが同時に追求されており、技巧的である。ただし、これについては、それぞれの祈祷の重要性に違いがないのに、唱え方にバリエーションを付けるのは宗教的に正しくないという批判がある。

## 影響

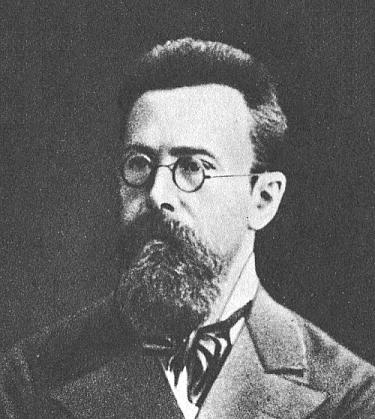

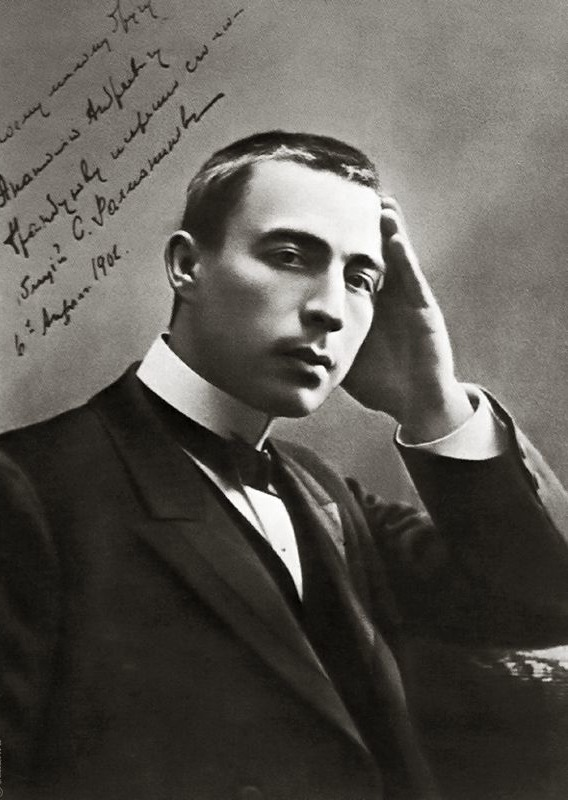
ラフマニノフ

出版訴訟事件により、実質的に聖歌の作曲・演奏が一般に開放された。また、それまではこのような単独の作者による全曲作曲の前例はなく、ロシア正教の教会音楽に「宗教的大作」というジャンルを作り出した。
チャイコフスキーは1882年に再び大作の徹夜祷 (チャイコフスキー)を作曲した。1884年と1885年にはアレクサンドル3世の依頼で9つの宗教的音楽作品を、1887年にはロシア合唱協会の依頼で最後の聖歌となる天使は叫びぬ (チャイコフスキー)（アンゲル恩寵、Ангел вопияше TH 81）を書いた。
事件後ほどなくして、1883年にバフメチェフは帝室カペーラの音楽監督を辞任した。作風がイタリア寄りのボルトニャンスキー及びドイツ寄りのリヴォフとバクメチェフらのいわゆる西欧派による独占は終わり、後任は国民楽派のバラキレフとなった。ここからバラキレフと彼が帝室カペーラに招聘したリムスキー＝コルサコフは聖歌を作るようになった。2人は「古式聖歌の徹夜祷」という大作に着手したものの、国民楽派としての理想を聖歌集で実現するのは難しく、出版まで漕ぎ着けられなかった。
こうしてバラキレフとリムスキー＝コルサコフは小品の発表に留まったが、アルハンゲルスキーが1891年に聖体礼儀を全曲書いたのを皮切りに、19世紀末から20世紀にかけて、様々な作曲家が復古的な大作をいくつも手掛けた。ラフマニノフが1910年に聖金口イオアン聖体礼儀を作曲したときは、チャイコフスキーの楽譜を取り寄せており、チャイコフスキーが生み出したフォーマットに則って作っている。
一方、日本における正教の基礎を築いたニコライはリヴォフ・バフメチェフ期にサンクトペテルブルクで教育を受け、出版訴訟事件やその影響を経験することなく来日している。その結果、21世紀でも日本正教会ではバフメチェフらの定めた聖歌集や彼らの時代に特有の習慣の影響が随所に見られる。